# Jeremy Browne
Jeremy Richard Browne (né le 17 mai 1970) est un homme politique britannique libéral démocrate qui est député de Taunton Deane de 2005 à 2015. Il a été ministre d'État au ministère des Affaires étrangères et ministère de l'Intérieur . 
En septembre 2015, Browne est nommé «Représentant spécial de la Corporation de la Cité de Londres » auprès de l'Union européenne, dans le cadre des efforts de la City pour renforcer sa présence à Bruxelles et quitte cette fonction en août 2018. 

## Jeunesse et éducation
Né à Islington, Browne est le fils du diplomate britannique Sir Nicholas Browne et, enfant, a vécu dans de nombreux pays, dont l'Iran, le Zimbabwe et la Belgique . 
Il fait ses études à la Bedales School  et à l'Université de Nottingham où il étudie la politique. Il devient rédacteur en chef du journal universitaire et est élu président de l'Union des étudiants en 1992 . 

## Carrière politique

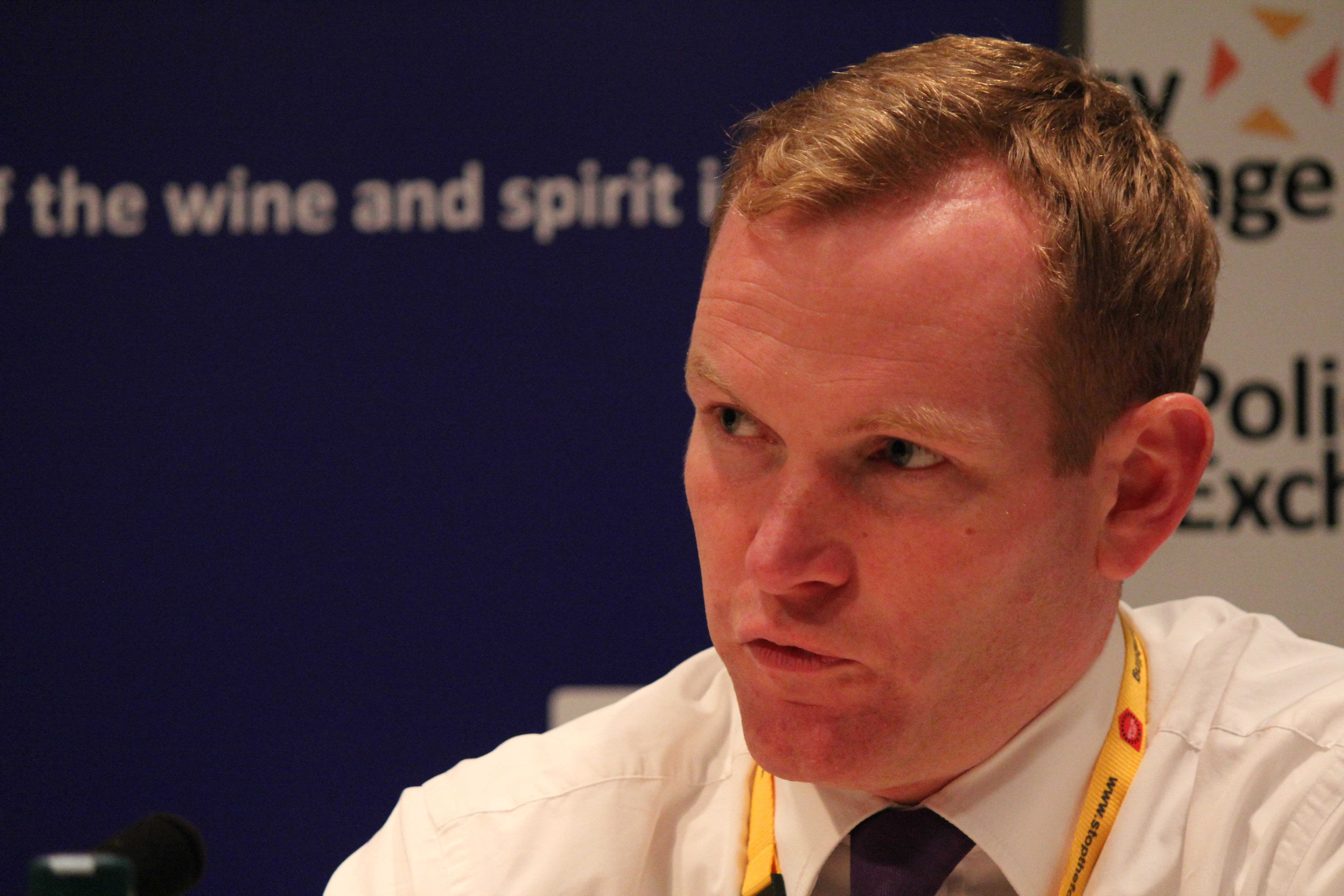
Jeremy Browne

Il est assistant du député libéral démocrate Alan Beith en 1993. Il travaille pour le cabinet de conseil financier Dewe Rogerson ainsi que pour un cabinet de relations publiques Edelman et Reputationinc. Il travaille pour les libéraux démocrates à l'échelle nationale et devient leur directeur de la presse et de la radiodiffusion sous la direction de Paddy Ashdown et Charles Kennedy . 
Browne est investi à Enfield Southgate pour les Élections générales britanniques de 1997 et arrive en troisième position, derrière le travailliste Stephen Twigg, qui bat, à la surprise générale, le Secrétaire d'État à la Défense, Michael Portillo . 
Peu de temps après les élections générales de 2001, il est investi pour le siège marginal, plus gagnable, de Taunton qui a été remporté par le conservateur Adrian Flook sur le libéral démocrate Jackie Ballard par seulement 235 voix. Les élections générales de 2005 sont à nouveau serrées à Taunton; cependant Browne bat le sortant par 573 voix . 
À la suite de son élection en 2005, Browne est nommé porte-parole pour les affaires étrangères et membre du comité restreint des affaires intérieures. 
Au cours de la campagne à la direction des libéraux démocrates de 2006, Browne est attaché de presse de la campagne de Menzies Campbell. Il est ensuite promu au sein de l'équipe du Frontbench libéral démocrate pour devenir le porte-parole des libéraux démocrates pour les affaires intérieures. 
Lors de l'élection à la direction de 2007, il soutient Nick Clegg et est membre de son équipe de campagne. En 2008, Browne devient Secrétaire en chef du Trésor fantôme pour les Libéraux Démocrates ,. 
Il présente un projet de loi d'initiative parlementaire intitulé Projet de loi 2008-09 sur le don d'organes (consentement présumé) ,. Le projet de loi visait à résoudre le problème du manque d'organes disponibles pour la transplantation au Royaume-Uni. 
Au cours du scandale des dépenses de 2009, Browne est d'abord invité à rembourser 17 894 £ en paiements hypothécaires par le rapport Legg, après avoir réhypothéqué sa maison de Londres pour fournir un dépôt pour une maison de circonscription . Il fait appel de cette décision, faisant de lui le premier député à le faire, et fait valoir qu'il est pénalisé pour avoir utilisé son propre argent au lieu de réclamer un montant plus élevé au contribuable . Son appel est couronné de succès, Sir Paul Kennedy reconnaissant que l'arrangement coûtait moins cher au contribuable que les autres options et affirmant que Browne avait agi «ouvertement et honnêtement, et dans le but même pour lequel ACA avait été créée»  .Dans le rapport final, Browne n'est pas tenu de rembourser quoi que ce soit . 
En 2010, après quelques changements de limites, Browne est réélu à son siège renommé, Taunton Deane, avec une majorité accrue de 3 993 voix . 
À la suite des élections générales de 2010 dans le cadre du nouveau gouvernement de coalition, Browne est nommé ministre d'État chargé de l'Asie du Sud-Est et de l'Extrême-Orient, des Caraïbes, de l'Amérique centrale et du Sud, de l'Australasie et du Pacifique, des droits de l'homme, des services consulaires, des migrations, de la drogue et des relations internationales. le crime, la diplomatie publique et les Jeux olympiques au ministère des Affires étrangères. Lors du remaniement gouvernemental de septembre 2012, il est nommé ministre d'État chargé de la prévention du crime et de la politique en matière de drogue au ministère de l' Intérieur. Lors du remaniement d'octobre 2013, il est renvoyé sur les bancs arrière. Browne confirme que des conservateurs de haut niveau, tels que Grant Shapps, l'ont approché, dans l'espoir qu'il pourrait faire défection au Parti conservateur. Interrogé à propos de ceux qui ont dit qu'il était dans le mauvais parti, Browne a déclaré: «Je retournerais ça sur sa tête. Je dirais que mon ambition pour les démocrates libéraux est d'attirer les petits libéraux des partis conservateur et travailliste .   
Le 15 octobre 2014, Browne annonce qu'il se retirerait aux prochaines élections générales. 
Browne est devenu vice-président de l'association caritative Parkinson's UK en 2007. Il est un supporter du Queens Park Rangers Football Club . 
Browne est fortement associé à l'aile du Livre orange des libéraux démocrates. C'est un libéral classique : un partisan de l'économie de marché libre, du libre-échange, de la faible fiscalité, du gouvernement modeste et de l'autonomisation individuelle . En même temps, il est à la fois culturellement et socialement libéral. 